# Rijswijk

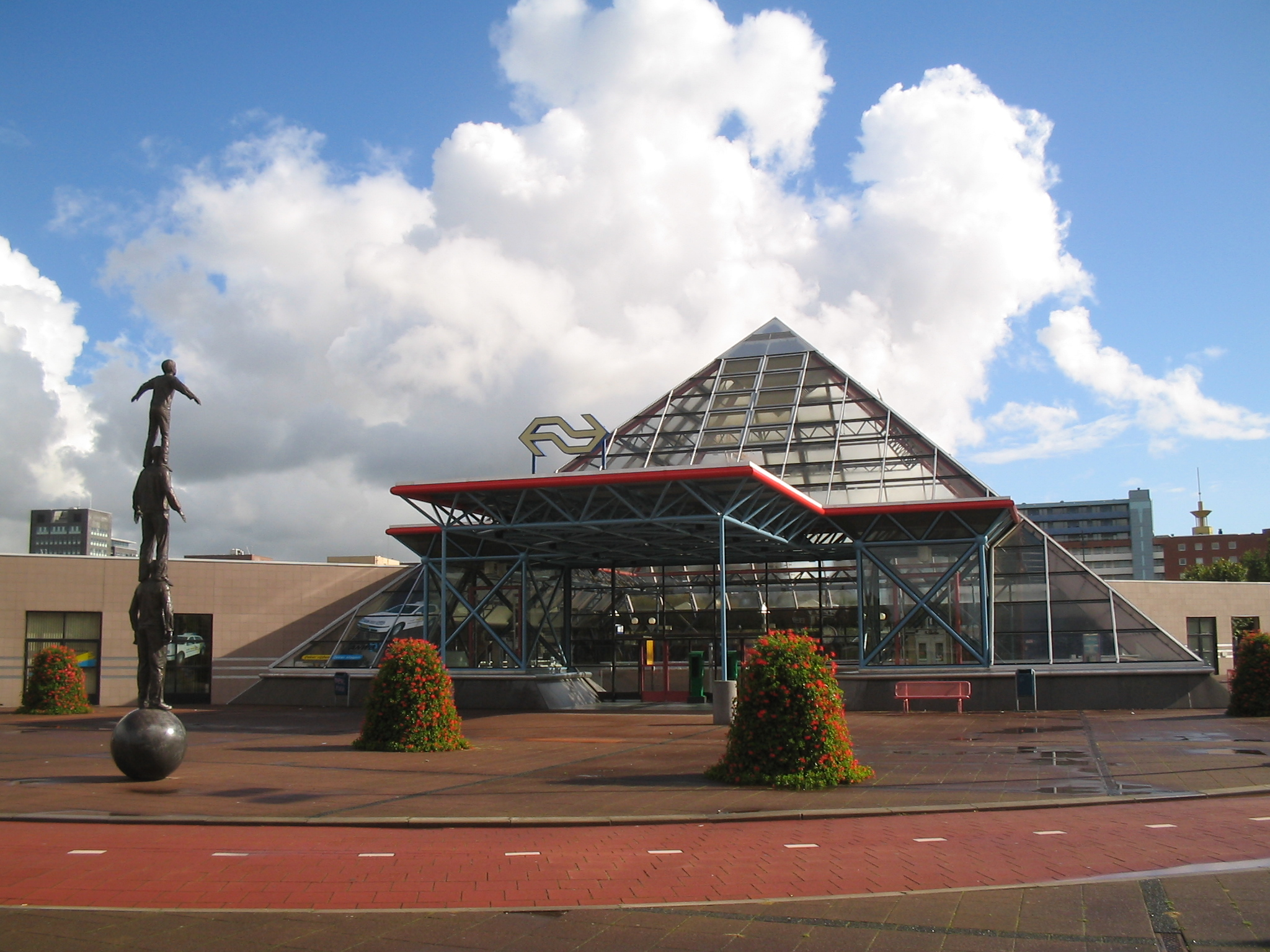
Rijswijk: Entrada a l'estació subterrània de ferrocarril

Rijswijk és una ciutat dels Països Baixos, en la província d'Holanda del Sud, situada a mig camí entre La Haia i Delft. La seva població és de 46.655 habitants (2009). Limita al nord amb la Haia i Leidschendam-Voorburg, a l'est amb Pijnacker-Nootdorp i al sud amb Delft i Westland.

## Nuclis de població
| Barris/parròquies | Mapa               |
| --- | ------------------ |
| - 0111 Cromvliet - 0112 Leeuwendaal - 0221 Oud-Rijswijk - 0222 Bomenbuurt - 0223 Welgelegen - 0224 Rembrandtkwartier - 0225 Havenkwartier - 0331 Julianapark - 0332 Huis te Lande - 0333 Stationskwartier - 0334 Te Werve - 0441 Spoorzicht - 0442 Kleurenbuurt - 0443 Artiestenbuurt - 0551 Overvoorde - 0552 Strijp - 0553 Presidentenbuurt - 0554 Ministerbuurt - 0661 Stervoorde - 0662 Eikelenburg - 0663 Hoekpolder - 0664 Sion (buurtschap) - 0771 Muziekbuurt - 0772 Wilhelminapark - 0881 Plaspoelpolder - 0882 Elsenburg - 0883 Pasgeld - 0884 Haantje (buurtschap) - 0991 Hoornwijck - 0992 Broekpolder - 0993 Kraayenburg - 0994 Vrijenban | Nuclis de Rijswijk |

## Història
La història dels primers assentaments en l'àrea de Rijswijk es remunta a 5.500 anys enrere. Diverses excavacions han demostrat que estava habitada el que per aquell temps era una zona de dunes. L'origen del poble de Rijswijk com a tal es remunta a 800 anys enrere. La seva història ve lligada a les cases de camp i propietats que l'aristocràcia i famílies acomodades posseïen a la zona. Una d'elles, la Huis ter Nieuwburg, coneguda per ser el lloc on es va signar la Pau de Ryswick en 1697, posant fi a la Guerra dels Nou Anys que els Països Baixos van mantenir amb França.
Fins a 1900 Rijswijk no és més que un poble agrícola que va ser convertint-se en ciutat al llarg del segle xx. Amb relativa rapidesa, el seu nucli original es va anar ampliant amb la construcció de nous barris i avui dia el seu terme municipal està altament urbanitzat.
En Rijswijk tenen la seva seu el Biomedical Primat Research Centre i l'Oficina Europea de Patents (EPO)

## Ajuntament
| Partit                 | Regidors |
| ---------------------- | -------- |
| Onafhankelijk Rijswijk | 8        |
| PvdA                   | 6        |
| Gemeentebelangen       | 4        |
| VVD                    | 4        |
| CDA                    | 4        |
| GroenLinks             | 2        |
| D'66                   | 1        |

## Personatges il·lustres
- Richard Knopper, futbolista.